# Chandos (muzieklabel)

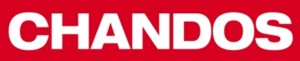
Logo

Chandos Records is een Brits muzieklabel dat in 1979 door Brian Couzens werd opgericht.
Chandos is een gespecialiseerd, onafhankelijk merk dat zich toelegt op klassieke muziek. Oorspronkelijk was het label in Londen gevestigd, maar sinds 1986 bevindt het zich te Colchester. Het label besteedde eerst bijzondere aandacht aan Britse componisten (bijvoorbeeld Benjamin Britten en Arnold Bax), en ging later diversifiëren tot zeldzame muziek in het algemeen. Het heeft verschillende prijzen gewonnen, waaronder de Gramophone Award. Tot de dirigenten die veel hebben opgenomen voor Chandos behoren Neeme Järvi, Mathias Bamert en Richard Hickox. 
Chandos heeft een specialiteit gemaakt van bijzondere geluidstechnieken; het muzieklabel neemt sommige cd's met hoge resonanties op die een live-effect moeten teweegbrengen. Qua repertoire heeft het een groot aantal sublabels opgericht, die zich toeleggen op bijvoorbeeld oude muziek, koperblazers en historische opnames. Ook verkoopt het label dvd's en mp3-uitgaven. Op commercieel vlak bracht Chandos gelegenheidsuitgaves, bijvoorbeeld huwelijksmuziek, uit, alsmede het lichtere, toegankelijker repertoire. Chandos werkte met onder meer het BBC Symphony Orchestra en BBC Philharmonic.
De mascotte van Chandos is een oude opgezette ijsbeer, die in de kantoren van het bedrijf in Colchester staat en 'Walton' heet, naar de componist William Walton.